# Anton Ondruš
Anton Ondruš (Solčany, 27 de março de 1950) é um ex-futebolista profissional  e treinador eslovaco que atuava como defensor.

## Carreira
Anton Ondruš fez parte do elenco da Seleção Checoslovaca de Futebol, nas Euros de 1976 e 1980

## Títulos
- Eurocopa: 1976